# Sérgio Paulinho
Sérgio Miguel Moreira Paulinho (ur. 26 marca 1980) – portugalski kolarz szosowy, wicemistrz olimpijski z igrzysk w Atenach 2004, zawodnik profesjonalnej grupy Tinkoff.
W roku 2002 zdobył brązowy medal mistrzostw świata w belgijskim Zolder w jeździe indywidualnej na czas (w kategorii młodzieżowców, do lat 23). Po mistrzostwach podpisał kontrakt zawodowy, w sezonie 2003 jeździł w grupie ASC Vila do Conde, rok później w LA Pecol. Do jego największych sukcesów należy mistrzostwo Portugalii w jeździe indywidualnej na czas, 9. miejsce (2003) i 6. miejsce (2004, dodatkowo wygrane dwa etapy) Volta ao Portugal. Podobnie jak większość kolarzy portugalskich nie występuje często poza rodzinnym krajem; srebrny medal, po jaki sięgnął na olimpiadzie w Atenach w 2004 w wyścigu elity ze startu wspólnego, był dużą niespodzianką. Na igrzyskach przegrał jedynie z Włochem Paolo Bettinim.
W 2010 roku wygrał 10. etap Tour de France, co jest jego największym sukcesem w gronie profesjonalistów (rok wcześniej startując w Team Astana wygrał w Wielkiej Pętli etap drużynowy).

## Najważniejsze osiągnięcia
2002
- 3. miejsce w mistrzostwach świata (do lat 23, jazda ind. na czas)

2004
- 1. miejsce w mistrzostwach Portugalii (jazda ind. na czas)
- 1. miejsce na 7. i 10. etapie Volta a Portugal
- 2. miejsce w igrzyskach olimpijskich (start wspólny)

2006
- 1. miejsce na 10. etapie Vuelta a España

2008
- 1. miejsce w mistrzostwach Portugalii (jazda ind. na czas)

2009
- 1. miejsce na 4. etapie w Tour de France (jazda druż. na czas)

2010
- 1. miejsce na 10. etapie Tour de France

2013
- 2. miejsce w Tour of Norway